# San Cristóbal de la Barranca
San Cristóbal de la Barranca est un village et une municipalité de l'État de Jalisco au Mexique.
La municipalité a 3 117 habitants en 2015.

## Situation

La région Centro du Jalisco (en orange).

La municipalité est limitrophe de l'État de Zacatecas et fait partie de la région Centro du Jalisco.
Son chef-lieu est situé au confluent du río Juchipila et du río Patitos avec le río Grande de Santiago, à 844 m d'altitude et à une soixantaine de kilomètres au nord de Guadalajara. Il est desservi par la route fédérale 23.
L'altitude de la municipalité s'étage quant à elle de 600 à 1 500 m au sud et à l'est, et de 1 500 à 2 700 m au nord et à l'ouest, avec des reliefs contrastés caractéristiques des contreforts de la Sierra Madre occidentale et des vallées très encaissées d'où le nom de Barranca  qui signifie canyon ou ravin en espagnol.
|         | Trinidad García de la Cadena (es) (Zacatecas) |                     |
| Tequila | San Cristóbal de la Barranca                  | Ixtlahuacán del Río |
|         | Zapopan                                       |                     |

## Climat
La température moyenne annuelle est de 20 °C.
Les vents dominants sont variables.
Les précipitations annuelles moyennes font 713,7 mm.
Il pleut principalement en juin et en juillet.
Il y a moins d'un jour de gel par an en moyenne.

## Histoire
À l'époque préhispanique, le territoire de la municipalité dépend du cacique de Xochitepéc (es).
Une première agglomération est fondée en 1532 par Cristóbal de Oñate, le frère de Juan de Oñate. La population de San Cristóbal de la Barranca se soulève en 1538 et participe en 1540 à la rébellion Mixtón (es).
La région reste peu peuplée jusqu'au début du XIXe siècle. San Cristóbal de la Barranca acquiert le statut de ville en 1838 et celui de municipalité avant la fin du XIXe siècle.
En février 1875, un fort tremblement de terre lié à l'activité du volcan Ceboruco (es) détruit le village. Le village actuel date de la reconstruction sur les décombres laissés par le séisme,.
L'ancien pont suspendu est détruit par une crue du fleuve en 1973 et remplacé par un pont moderne. Les  deux ponts, l'ancien pont suspendu et le pont actuel, figurent sur le blason de la municipalité.

## Démographie
En 2010, la  municipalité compte 3 176 habitants pour une superficie de 636,93 km2. La population est entièrement rurale. Parmi les 77 localités de la municipalité, les plus importantes sont
- San Cristóbal de la Barranca, le chef-lieu (859 habitants),
- La Lobera (288 habitants),
- Los Pueblitos (276 habitants),
- Cuyutlán (181 habitants),
- Tepeaca (127 habitants)[1].

Au recensement de 2015, la population de la municipalité passe à 3 117 habitants.

## Points d'intérêt
- L'église San Cristóbal.
- Les rivières Santiago, Juchipila, Cuixtla et Patitos.
- Les forêts de huizache, chênes et pins qui couvrent 5 600 ha principalement au nord-ouest et au sud de la municipalité[1].